# キングセイコー
キングセイコー (King Seiko) とは、日本の腕時計メーカーのセイコー（現セイコーグループ）がかつて所有していた高級腕時計ブランドである。

## 歴史
- 1961年（昭和36年） - 初代キングセイコーが第二精工舎（現セイコーインスツル）にて誕生。秒規制はついてなかった。当時の価格は15,000円でグランドセイコーよりも廉価だった。
- 1964年（昭和39年） - 2代目キングセイコー発売、秒規制がついた。(44KS)
- 1968年（昭和43年） - キングセイコー初のハイビート(10振動)機種が登場した。(45KS)
- 1968年（昭和43年） - 諏訪精工舎（現セイコーエプソン）でもキングセイコーの生産を開始。キングセイコー初の自動巻きモデル登場。(56KS)
- 1971年（昭和46年） - キングセイコー最終モデル発売。(52KS)
- 1975年（昭和50年） - クオーツ腕時計の普及により生産終了（「セイコーキングクオーツ」として復活）。
- 2000年（平成12年） - ヒストリカルコレクションにて2000本限定で復刻。
- 2022年（令和4年）　- キングセイコーがSEIKOのラインナップに復活。